# Radio Nacional de España

Logo van Radio Nacional de España

Radio Nacional de España is de publieke radio-omroep van Spanje. Het bedrijf maakt deel uit van het staatsbedrijf RTVE. Het beheert 6 radiokanalen: 4 nationale radiokanalen, 1 Catalaans kanaal en een internationaal kanaal dat alleen buiten Spanje te ontvangen is. De slogan van het bedrijf is: Cien por cien Radio Nacional ('Honderd procent de nationale radio').
Lijst van televisiekanalen in Spanje